# Baltic Media
Baltic Media är en privatägd företagsgrupp av nordisk-baltiska översättningsbyråer verksamma i språkindustrin som erbjuder tjänster inom översättning, lokalisering, tolkförmedling och språkutbildning vars företag under varumärket Baltic Media är registrerade i Stockholm, Sverige (Baltic Media Translations AB) och Riga, Lettland (SIA Baltic Media Ltd).

## Historia
Företaget grundades i Sverige 1991 under namnet Baltikumspecialisten , som hjälpte svenska staten och företag med språktjänster att bygga politiskt och ekonomiskt samarbete med de baltiska länderna som just befriat sig från ockupationen av Sovjetunionen.
Sedan 1994, då Baltikumspecialistens dotterbolag grundades i Riga, har båda företagen använt varumärket Baltic Media i både Lettland och Sverige. Sedan 2004 ligger koncernens huvudkontor i Riga.

## Ägare
Ägare till Baltic Media sedan starten är språkvetare med doktorsexamen Guntar Veinberg och Sandra Veinberg.

## Tjänster
Baltic Media är specialiserade på språk i Nordeuropa. Kunderna inkluderar de största språkföretagen i Skandinavien och andra regioner i världen, såsom Semantix, Lionbridge, Smartling, översättningsorganisationer inom Europeiska unionen och industri-, medicin-, läkemedels-, juridiska och andra företag.
Baltic Media tillhandahåller översättningstjänster med hjälp av översättningsverktyg som Trados och Memsource med flera. Företaget tillhandahåller även redigering av maskinöversättning. Ett av Baltic Medias översättningsområden är mediaöversättning.
Sedan 2007 tillhandahåller företaget språkutbildningstjänster.
Baltic Media är verksam i internationella branschorganisationer GALA (Globalization and Localization Association) och ELIA (the European Language Industry Association).
Företaget Baltic Media är certifierat enligt ISO 9001–2015.